# Heterostachys olivascens
Heterostachys olivascens là loài thực vật có hoa thuộc họ Dền. Loài này được (Speg.) Molfino mô tả khoa học đầu tiên năm 1925.